# Salihler, Seyitgazi
Salihler là một xã thuộc huyện Seyitgazi, tỉnh Eskişehir, Thổ Nhĩ Kỳ. Dân số thời điểm năm 2011 là 69 người.